# Дональд, Джейсон
Джейсон Томас Дональд (англ. Jason Thomas Donald, род. 4 сентября 1984 года) — американский профессиональный бейсболист, выступающий в Главной лиге бейсбола.

## Ранние годы
Дональдсон учился в старшей школе Бурченан в Кловисе (штат Калифорния), в которой его отец работал тренером бейсбольной команды. По окончании обучения он поступил в Аризонский университет, где также играл за бейсбольную команду.

## Карьера в Главной лиги бейсбола

### Кливленд Индианс
18 мая 2010 года Дональд заменил травмированного шорт-стопа «Кливленд Индианс» Асдрубаля Кабреру и принял участие в матче против «Тампа-Бэй Рейс». В своём первом выходе на биту он смог выбить один хит, во второй раз он сделал ещё один сингл в правый филдер, а в третий раз сделал уолк.
2 июня 2010 года Дональд отбил подачу питчера Армандо Галарраги, которая должна была стать последней в его совершенной игре. Джейсон Дональд отбил в центр инфилда, прямо на Мигеля Кабреру. Галаррага в это время переместился с питчерской горки на первую базу, куда Кабрера передал ему мяч, и почти одновременно с ним базу достиг и Дональд. Однако судья первой базы Джим Джойс зафиксировал сэйф, считая, что отбивающий достиг базы раньше, чем мяч оказался в ловушке Армандо. Таким образом, Галаррага закончил игру с однохитовым шатаутом. После игры Дональд сказал: «Я не знал, был ли я выбит или нет. Но учитывая обстоятельства, я был уверен, что я был выбит».

### Цинциннати Редс
11 декабря 2012 года Дональд в результате трёхсторонней сделки был обменян в «Цинциннати Редс». Вместе с ним в «Редс» перешёл также Шин Су Чу. В Кливленд перешли Дрю Стабс из «Редс» и Тревор Байер, Мэтт Альберс и Брайан Шоу из «Аризоны Даймондбэкс». Аризона же получила Ларса Андерса и Тони Сипа из Кливленда и Диди Грегориуса из «Редс».

### Канзас-Сити Роялс
29 декабря 2013 года Дональд подписал контракт с «Канзас-Сити Роялс» о выступлениях в низших лигах.

### Техас Рейнджерс
28 мая 2014 года Дональд был обменян в «Техас Рейнджерс». По окончании сезона 2014 года он стал свободным агентом.

## Выступления за национальную сборную
Дональдсон участвовал на летних Олимпийских играх 2008 года в составе сборной США по бейсболу и завоевал бронзовую медаль. На играх Джейсон стал лидером своей команды по среднему проценту реализации выходов на биту (38,1 %), проценту попадания на базу и проценту слаггинга.